# Ruta nacional PE-02 A
La ruta nacional PE-02 A es una carretera transversal que comunica las provincias piuranas de Morropón y Huancabamba. Constituye la principal vía de comunicación de la ciudad de Huancabamba con el resto de la región y el país.

## Recorrido
Inicia a la altura del kilómetro 192 de la variante PE-1N J de la Panamericana Norte, en el distrito de La Matanza. Desde este punto hasta la localidad de Canchaque, la carretera consta de una calzada asfaltada con doble sentido y está concesionada a la empresa Concesión Canchaque.
El sector comprendido entre Canchaque y Huancabamba está a cargo de Provías Nacional. Actualmente se está trabajando en el mejoramiento de este tramo, que contempla asfaltado y ensanchamiento.

## Trayectoria
Emp. PE-1N J (Dv. Huancabamba) - Buenos Aires - Dv. Salitral - Canchaque - Emp. PE-3N (Huancabamba).